# Negiat Sali
Negiat Sali (en tatar de Dobroudja : Neğat Saliy), né le 4 septembre 1953, est un économiste et homme politique roumain d'origine tatare, membre de l'Union démocratique des Tatars turco-musulmans de Roumanie (UDTTMR) et ancien membre de la Chambre des députés en 2000-2004.

## Biographie
C'est un membre musulman de la minorité tatare et diplômé de l'Académie d'études économiques de Bucarest, Faculté de finances et de comptabilité. Il a d'abord été employé comme ouvrier du bâtiment avant la chute du régime communiste et est présent sur le chantier du canal Danube-Mer Noire entre 1980 et 1982. De 1982 à 2000, il a travaillé à la station de recherche du vignoble de Murfatlar.
En 1990, après la révolution roumaine, Sali était parmi les membres fondateurs de l'UDTTMR. Il devient vice-président de l'Union l'année suivante et ce jusqu'en 1993 puis il devient président de 1997 à 2000.  
Il est élu à la Chambre du Județ de Constanța lors du suffrage de 2000, il a siégé au sein du groupe des minorités ethniques et a siégé au Comité du budget, des finances et des banques, ainsi qu'au Comité de la réglementation. Fin 2001, après les attentats du 11 septembre 2001 à New York, il a affirmé que des groupes fondamentalistes islamiques avaient tenté d'infiltrer l'UDTTMR et la communauté tatare roumaine dans son ensemble, mais que l'Union avait rejeté toute collaboration. Selon lui, ces informations se reflétaient dans les rapports présentés par les services de renseignement.
Negiat Sali est connu pour ses opinions concernant le nombre total de Tatars en Roumanie, affirmant que la communauté est sujette à un sous-dénombrement, en raison de la prétendue tendance de ses membres à déclarer leur origine ethnique roumaine dans les recensements. Selon Sali, cette pratique a réduit le nombre de Tatars d'environ 70 000 à environ 55 000 personnes.